# ميا فاشيكوفسكا
ميا فاشيكوفسكا (بالإنجليزية: Mia Wasikowska)‏ مواليد 14 أكتوبر 1989 في كانبرا، أستراليا، هي ممثلة أسترالية بدأت مسيرتها الفنية عام 2004.

## المسيرة الفنية
ولدت ميا فاشيكوفسكا عام 1989 في كانبيرا بأستراليا من أم بولندية وأب أسترالي. تعلمت البالية وهي في سن التاسعة من عمرها وعملت على أن تصبح راقصة بالية محترفة فكانت تتمرن في الأسبوع الواحد ما يقرب من 35 ساعة ولكن بسبب إصابة كاحلها لم تتمكن من تحقيق حلمها، من ثم بدأت مشوارها الفني من خلال المشاركة في بعض الأفلام الأسترالية.

## الأعمال

### أفلام
- المدافع
- أميليا
- أليس في بلاد العجائب2010
- خارجون عن القانون 2012
- ستوكر
- أليس عبر المرآة 2016

## روابط خارجية
- ميا فاشيكوفسكا على موقع IMDb (الإنجليزية)
- ميا فاشيكوفسكا على موقع ميتاكريتيك (الإنجليزية)
- ميا فاشيكوفسكا على موقع روتن توميتوز (الإنجليزية)
- ميا فاشيكوفسكا على موقع مونزينجر (الألمانية)
- ميا فاشيكوفسكا على موقع قاعدة بيانات الأفلام العربية
- ميا فاشيكوفسكا على موقع ألو سيني (الفرنسية)
- ميا فاشيكوفسكا على موقع ميوزك برينز (الإنجليزية)
- ميا فاشيكوفسكا على موقع تيرنر كلاسيك موفيز (الإنجليزية)
- ميا فاشيكوفسكا على موقع أول موفي (الإنجليزية)
- ميا فاشيكوفسكا على موقع بوكس أوفيس موجو (الإنجليزية)